# Sathiyan Gnanasekaran
Sathiyan Gnanasekaran (Chennai, 8 januari 1993) is een Indiaas professioneel tafeltennisser. Hij speelt rechtshandig, met de penhoudersgreep.
Hij vertegenwoordigde zijn land op de Olympische Zomerspelen 2020 maar won geen medailles.
Op de Gemenebestspelen 2018 won hij 3 medailles, waaronder goud met het team. In 2022 won hij weer goud met het Indiase team.